# 당신이 미워질 때
"당신이 미워질 때"는 1970년 공개된 대한민국의 영화이다.

## 배역
- 김진규
- 문희
- 이순재